# Spring Valley Lake (California)
Spring Valley Lake es un lugar designado por el censo ubicado en el condado de San Bernardino en el estado estadounidense de California. En el año 2010 tenía una población de 8.220 habitantes.

## Geografía
Spring Valley Lake se encuentra ubicado en las coordenadas 34°29′49.87″N 117°16′7.98″O / 34.4971861, -117.2688833.